# Kawior czerwony

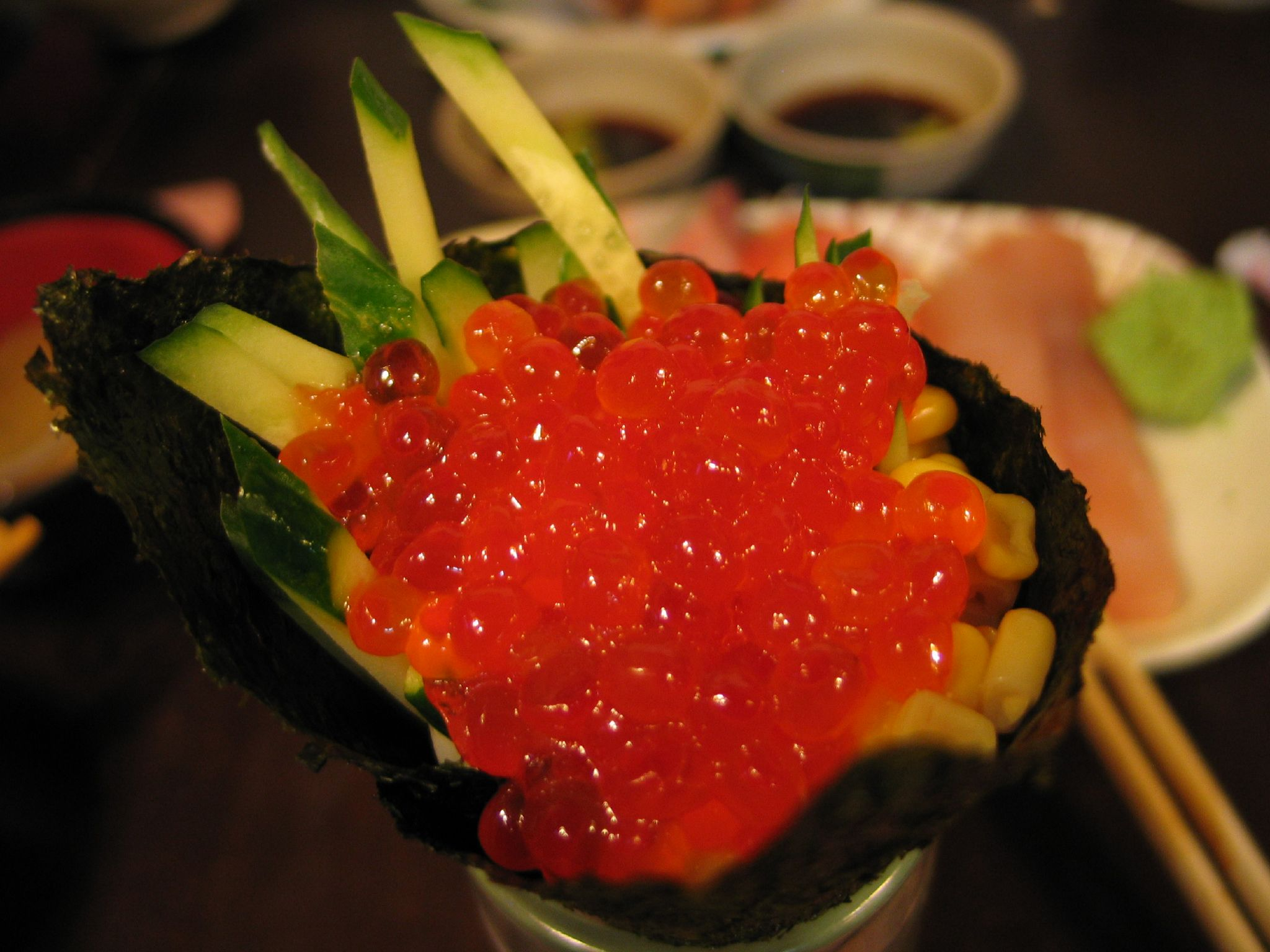
Ikra łososia na rolce sushi

Kawior czerwony – odmiana kawioru pozyskiwana z ryb łososiowatych. Odwrotnie niż kawior czarny, jest tym cenniejszy, im jego ziarenka są drobniejsze[niewiarygodne źródło?].
Bardziej poszukiwaną odmianę, o jasnopomarańczowym kolorze, uzyskuje się z gorbuszy, mniej ceniona jest jaskrawoczerwona ikra nerki.